# Андреа Дандоло
Андреа Дандоло (італ. Andrea Dandolo) — 54-й венеційський дож.
Належав до давньої родини патриціїв Дандоло, однєї з найдавніших так званих «дванадцяти апостольських» (відомих як «Казе векк'є»). Син П'єтро чи Фантіно Дандоло, з гілки Сан-Лука.

## Біографія
Навчався в Падуанському університеті, де став професором права. 1331 року його призначають прокуратором базиліки Святого Марка. 1333 року призначається подестою Трієсту. За свою милість він заслужив прізвисько «Кортезе». 1336 року стає проведитором ін кампо (польовим суперіндендантом), поєднуючи функції військового комісара і фінансового службовця.
Був другом Франческо Петрарки, який писав про Дандоло, що той був «справедливою людиною, непідкупною, сповненою запалу та любові до своєї країни, ерудованою, красномовною, мудрою, привітною та гуманною».
4 січня 1343 року обирається дожем у шостому турі. Насамперед, він забезпечив підпорядкування Тревізо та Зари республіці, змусивши їх підписати «акти відданості». Для Венеії продовжувала погіршуватися ситуація в Чорному морі, де у вересні після конфлікту Андреоло Чіврано та ординського чиновника Ходжи Омара було втрачено колонію в Тані та краму на 300 тис. золотих дукатів. 21 вересня 1344 року венеційцям було заборонено торгувати у Кафі. Разом з тим було укладено договір з Генуєю терміном на 1 рік. Тому погодився приєднатися до хрестового походу з підкорення Смірни, яку було захоплено 1344 року. 
До базиліки Святого Марка він додав каплицю Сан-Ісидоро, керував змінами в Пала д'Оро та розширив і прикрасив баптистерій.
1345 року знову повстало місто Зара, яке підтримав угорський король Людовик I. Того ж року венеційці допомогли генуезькій Кафі у протистоянні з ординським ханом Джанібеком. За це отримали право торгувати в Кафі без будь-яких податків.
1346 року реформував правовий кодекс, куди зібрав всі чинні закони Республіки. Цього ж року, коли Кафа знову була атакована ординським військом, Венеція не допомагала генуезцям захищатись, а навпаки, вела з ханом сепаратні переговори, знову отримавши від нього доступ до Тани, що викликало гнів генуезців. Тому, коли генуезці відбили напад хана, вони в покарання заблокували вхід венеційських суднам до Керченському протоки. 21 грудня 1346 року було знову підкорено місто Зара. У грудні 1347 року вдалося домогтися від ординського хана Джанібека про відновлення торгівлі.
25 січня 1348 року Венецію вразив сильний Фріульський землетрус, який спричинив сотні жертв, зруйнував численні будівлі та, як вважалося на той час, спровокував жахливий спалах Чорної смерті, яка закінчилася лише в 1350 році. Між 1348 і 1350 роками загинула 75% населення. Дандоло зумів за допомогою адміністративних заходів уникнути паніки та хаосу, виявивши особисту мужність і залишаючись на своїй посаді у найважчі для республіки дні.
Впорядкував фінансову систему, започаткувавши випуск нових монет: сольдіно для внутрішнього та торнезелло — для зовнішнього. Задля тиску на Геную зумів домогтися від візантійського імператора Іоанна VI, щоб той підняв мито за проходження генуезьких суден через Босфор.
Постійне погіршення ситуації з торгівлею в Чорному морі спричинило до оголошення 6серпня 1350 року Андреа Дандоло війна Генуї. Спочатку вдалі дії венеційців в союзі з Каталонською компанією, зрештою призвели 1350 року до втрати о.Тенедос, 1351 року було взято в облогу Негропонте, а 1352 року венеційці зазнали поразки у морській битві біля Константинополя. Наступного року генуезець Пагано Доріа спустошив підвладне венеційцями узбережжя Адріатичного моря, захопив і спалив місто Паренцо в Істрії неподалік від самої Венеції  Венецію врятувала велика морська перемога при Лохері в 1353 році. Але війна не завершилася до самої смерті дожа. Війна за протоки перервала давню дружбу між Дандоло та Петраркою після того, як перший звинуватив другого у надмірній прихильності до Вісконті.
Є автором двох хронік латинською мовою про історію Венеції: «Chronica per extensum descripta aa. 46–1280 рр. н. е. [dopo Cristo]», написаний між 1344 і 1351/1352 роками, і «Chronica brevis aa. 46–1342 р. н. е.», написане до 1342 року. Серед використаних у них наративних джерел виділяються: «Венеціанська хроніка» Джовані Диякона (поч. XI ст.), «Хроніка патріархів Градо» (сер. XI ст.), «Альтинська хроніка» (XIII ст.), «Хроніка Венеції» Мартіно да Канале, а також «історико-географічна Книга таємниць послідовників Хреста [Господня]» Маріно Сануто з Торчелло.
Хроніки збереглися у єдиному більш-менш повному рукописі зі зборів венеціанської Бібліотеки Марчіана (Lat. Z. 400), яка не має, початку і відкриває виклад лише з четвертої книги, з легендарного прибуття Св. Марка до Аквілея. 
Дандоло був останнім дожем, похованим у базиліці Святого Марка.